# Приходько Ганна Петрівна
Ганна Петрівна Приходько (20 липня 1952, Дніпродзержинськ)  — українська поетеса, музикант, педагог.

## Життєпис

### Родина
Народилася в сім'ї репресованого військового Приходька Петра Максимовича, який до 1948 року був комендантом в окупованій Верхній Австрії. Був заарештований за те, що на Новий рік влаштував німецьким дітям «ялинку». Мати  — Олена Іванівна Гурова, медик.

### Навчання
У 1959 пішла до Ірпіньської с/ш № 1 ім. А. С. Макаренка (тепер школа мистецтв).
З 1969 заочно навчається у житомирському Музичному училищі ім. Косенка, закінчила з відзнакою.
1972-77 навчалася у Донецькому музично-педагогічному інституті (зараз Донецька державна музична академія імені Сергія Прокоф'єва).

### Робота
Працювала в Ірпінській музичній школі за фахом музикознавець. Після Чорнобильської трагедії переїхала з родиною до Сум.
З 1986  — працює в Сумському Педагогічному інституті.

### Творчий доробок
На її вірші написано 5 дитячих опер:
- Мурашка і Бабка (по Крилову)

- Білосніжка і сім гномів

- Лелія (за Л. Українкою)

- Пригоди Барвінка

#### Лібрето
- Писанка  — (опера-казка) за мотивами однойменної казки Юрія Тиса, автор лібрето — Ганна Приходько.

- Про відважного Барвінка і Коника-Дзвоника  — (опера казка), за казкою Богдана Чалого та Павла Глазового, лібрето  — Ганна Приходько.
- Міщанин у дворянстві  - (балет), за одноіменною комедією Ж. Б. Мольєра, музика — Антон Кармазін, лібрето — Ганна Приходько